# CCL22
CCL22 (englisch CC-chemokine ligand 22) ist ein Zytokin aus der Familie der CC-Chemokine.

## Eigenschaften
CCL22 ist an Entzündungsprozessen beteiligt. Es bindet an CCR4. CCL22 wird von Makrophagen und dendritischen Zellen gebildet und bindet dendritische Zellen und TH2-Zellen. Es wird durch die Zytokine Interleukin-4 und Interleukin-5 induziert und durch Interferon-gamma herabreguliert. CCL22 ist an einer TH2-Hypersensitivität der Atemwege und an der atopischen Dermatitis beteiligt.